# International America's Cup Class RC 1:20
La IACC 120 (ovvero International America's Cup Class 1:20) è una classe di imbarcazioni radiocomandate della lunghezza di 120 centimetri.
Sono le riproduzioni in scala 1:20 delle splendide imbarcazioni che animano la Coppa America. L'idea di creare questa classe di imbarcazioni risale al 1999, presso il gruppo modellisti Senza Vento di Bologna.
Gli scafi devono attenersi alle regole di stazza studiate dai fondatori della classe IACC 120 insieme allo scrivente, i quali hanno la facoltà di aggiornarne i contenuti annualmente.
Queste barche sono costruite in materiali compositi come fibre di carbonio, vetro o kevlar ed hanno al massimo 3 servocomandi per le manovre.
La classe è divenuta internazionale nel 2008. Attualmente sono in costruzione numerosi modelli in varie nazioni del mondo oltre all'Italia, anche in Francia, Canada, Stati Uniti, Australia, Nuova Zelanda per citare i principali. 
Oltre ad un'indubbia bellezza, le IACC120 hanno anche delle eccellenti prestazioni marinaresche. 
Questi fattori, insieme al costo contenuto dei modelli, sono stati determinanti al successo della classe.
In Italia per ridurre i costi delle regate, vengono promosse Coppe regionali, e una sola volta all'anno le migliori barche di ogni campionato regionale si contendono la IACC 120 Italian Cup in un luogo scelto dal Defender della coppa.